# Cyathea hystricosa
Cyathea hystricosa là một loài dương xỉ trong họ Cyatheaceae. Loài này được C.V. Morton mô tả khoa học đầu tiên năm 1965.
Danh pháp khoa học của loài này chưa được làm sáng tỏ. 